# Tuniská fotbalová reprezentace
Tuniská fotbalová reprezentace reprezentuje Tunisko na mezinárodních fotbalových akcích, jako je mistrovství světa nebo Africký pohár národů.

## Mistrovství světa
Seznam zápasů tuniské fotbalové reprezentace na MS
| Rok    | Účast                                           | Soupisky |
| ------ | ----------------------------------------------- | -------- |
| 1958   | Bez účasti                                      |          |
| 1962   | Nepostoupili z kvalifikace                      |          |
| 1966   | Vzdali                                          |          |
| 1970   | Nepostoupili z kvalifikace                      |          |
| 1974   | Nepostoupili z kvalifikace                      |          |
| 1978   | nepostoupili ze skupiny                         | Soupiska |
| 1982   | Nepostoupili z kvalifikace                      |          |
| 1986   | Nepostoupili z kvalifikace                      |          |
| 1990   | Nepostoupili z kvalifikace                      |          |
| 1994   | Nepostoupili z kvalifikace                      |          |
| 1998   | nepostoupili ze skupiny                         | Soupiska |
| 2002   | nepostoupili ze skupiny                         | Soupiska |
| 2006   | nepostoupili ze skupiny                         | Soupiska |
| 2010   | Nepostoupili z kvalifikace                      |          |
| 2014   | Nepostoupili z kvalifikace                      |          |
| 2018   | nepostoupili ze skupiny                         | Soupiska |
| 2022   | nepostoupili ze skupiny                         | Soupiska |
| Celkem | Účast – 6× Zlato – 0×, Stříbro – 0×, Bronz – 0× |          |